# イオングループ (芸能)
イオングループは、エルエムジージャパンを中核とする日本の企業グループ。なお、同国の流通大手イオングループとは全く別の企業である。

## グループ企業一覧
- エルエムジージャパン - イオングループの中核企業[1]。
- アクシスプロモーション - エルエムジージャパンの子会社で、単体モノのアダルトビデオに出演するAV女優が所属するAV事務所。旧社名：イオンプロモーション。
- イオンスター - エルエムジージャパンの子会社で、企画モノのアダルトビデオに出演するAV女優が所属するAV事務所。